# 里特里特 (印第安納州)
里特里特（英語：Retreat）是位於美國印第安納州傑克遜縣的一個非建制地區。該地的面積和人口皆未知。